# شقار أصفر
الشقّار الأصفر نوع نباتي ينتمي إلى جنس الشقّار من الفصيلة الحوذانية.

## البيئة والانتشار
موطنه الأصلي منطقة وسط أوروبا وغربها.

## الوصف النباتي
نبات عشبي معمر أزهاره صفراء. ينتشر النبات بالجذامير.